# 1838年9月18日日食
1838年9月18日日食为一次在协调世界时1838年9月18日（俄罗斯东部地区为9月19日）出現的日環食。該次日食食分為0.9289，食甚維持6分6秒。

## 概述
這次日食的食分是0.9289，環食維持6分6秒。

## 基本參數
- 類型：日環食
- 食甚資料：
  - 日期：1838年9月18日
  - 時間：20時55分56秒
  - 地點：52N 91W
  - 食分：0.9289
  - 日環食持續時間：6分6秒

## 外部連結
- NASA日食專頁（页面存档备份，存于）（英文）